# Кавола (Ређо Емилија)
Кавола је насеље у Италији у округу Ређо Емилија, региону Емилија-Ромања.
Према процени из 2011. у насељу је живело 762 становника. Насеље се налази на надморској висини од 503 м.